# Cvijan Milošević
Cvijan Milošević (Servisch: Цвијан Милошевић) (27 oktober 1963) is een Bosnisch-Belgische ex-voetballer. Hij was een middenvelder die meer dan 10 jaar in België speelde.
Hij is de vader van voetballer Deni Milošević.

## Carrière
Cvijan Milošević debuteerde in 1981 voor het Joegoslavische Sloboda Tuzla. Hij speelde een decennium voor de club waar hij als spelmaker een belangrijke rol had. In december 1989 verhuisde de middenvelder naar België. Hij tekende een contract bij Club Luik, dat enkele maanden later de beker won. Nochtans vond Milošević aanvankelijk zijn draai niet in Luik. Pas na enkele jaren groeide hij met zijn uitstekende techniek uit tot de spelverdeler van de Luikenaars.
In 1995 stapte de Bosniër over naar Antwerp FC, waar hij een ploegmaat werd van onder meer Rudy Smidts, Geert Emmerechts en Francis Severeyns. De club eindigde op een dertiende plaats, waarna Milošević opnieuw andere oorden opzocht. De 33-jarige middenvelder ruilde Antwerp in 1996 in voor het naburige Germinal Ekeren. In zijn eerste seizoen voor Germinal won hij opnieuw de beker. In de finale versloeg de Antwerpse club RSC Anderlecht na verlengingen. Het werd 4-2, Milošević mocht tijdens de rust invallen voor Edwin van Ankeren. Enkele maanden later voor Germinal tegen landskampioen Lierse SK het duel om de supercup.
Na drie seizoenen belandde Milošević bij het KVC Westerlo van trainer Jan Ceulemans. Tijdens zijn aanwezigheid speelde Westerlo twee uitstekende seizoenen. De bescheiden club eindigde telkens in de middenmoot, beschikte met Toni Brogno over de topschutter en maakte het topclubs vaak lastig. In 2001 zette Milošević een punt achter zijn spelersloopbaan.

### Nationale ploeg
In 1988 werkte Milošević ook één interland af voor het Joegoslavisch voetbalelftal. Later liet hij zich tot Belg naturaliseren.